# 木場勝己
木場 勝己（きば かつみ、本名・西村 克己〈にしむら かつみ〉、1949年〈昭和24年〉12月30日 - ）は、日本の俳優。血液型はO型。ホリプロのグループ会社のホリプロ・ブッキング・エージェンシー所属。

## 来歴・人物
東京都江東区木場出身（芸名の由来でもある）。実家は材木屋を営んでいた。
中学時代から噺家を志し、高校時代は柳家小さんに憧れて弟子入り志願するも「高校を卒業しても同じ考えなら来るように」と返答されたという。
明治大学中退後、演劇センター附属青山杉作記念俳優養成所に第一期生として入所（同期生に山海塾の天児牛大がいた）。
養成所卒業後、蜷川幸雄らの櫻社を経て、1975年に劇作家・演出家の竹内純一郎（現：銃一郎）、俳優の沢田情児、演出家の和田史朗らと斜光社を旗揚げ。1979年に解散、1980年に竹内と共に秘法零番館を旗揚げし、1989年の解散までの全作品に出演。
活動の中心は舞台であったが、『3年B組金八先生』第6・7シリーズでの千田喜朗校長役で強烈なインパクトを残し、名前が知られた。第5シリーズでは桜田友子 の父・勝男役を演じていたが、千田と正反対の性格で、金八の支持者という設定だった。
2025年2月、「リア王の悲劇」「天保十二年のシェイクスピア」で第32回読売演劇大賞最優秀男優賞および大賞受賞。

## 出演

### 舞台
- 泥棒論語（演劇センター附属青山杉作記念俳優養成所　1970年）
- 盲導犬（櫻社　1973年）
- 少年巨人（斜光社　1976年）
- SF大畳談（斜光社　1978年）
- あの大鴉、さえも（秘宝零番館　1980年）
- きらめく星座（こまつ座　1992年）
- 背信（TPT 1993年）
- あわれ彼女は娼婦（TPT 1993年）
- テレーズ・ラカン（TPT 1993年）
- エリーダ〜海の夫人〜（TPT 1994年）
- オセロー（1994年）
- 三人姉妹（TPT 1995年）
- ヴェニスの商人（グローブ座カンパニー　1996年）
- PW（演劇企画集団THE・ガジラ　1997年）
- 新宿 春と修羅（木場勝己ライブ・イン・新宿　1997年）
- 今は昔、栄養映画館（木場勝己プロデュース　1998年）
- プラトーノフ（MODE、世田谷パブリックシアター　1998年）
- 家には高い木があった'99（弘前劇場　1999年）
- 今宵かぎりは… 1928超巴里丼主義宣言の夜（新国立劇場　1998年）
- 子午線の祀り（新国立劇場　1999年）
- 棋人（新国立劇場　1999年）
- レプリカ（演劇企画集団THE・ガジラ　2000年）
- 世界中がアイ・ラヴ・ユー（ポイント東京　2000年）
- 連鎖街のひとびと（こまつ座　2000年、2001年）
- 浅草・花岡写真館（地人会　2002年、2005年）
- 太鼓たたいて笛ふいて（こまつ座　2002年、2004年、2008年）
- 最後の一人までが全体である（燐光群　2002年）
- 恐怖時代（東宝　2003年）
- MIDSUMMER CAROL ガマ王子 vs ザリガニ魔人（パルコ・リコモーション　2004年） - 主演・大貫
- 天保十二年のシェイクスピア -隊長 役
  - Bunkamura　2005年
  - 日生劇場  2020年
- ヒカルヒト（演劇企画集団THE・ガジラ　2005年）
- ガラスの動物園（新国立劇場　2006年）
- 氷屋来たる（新国立劇場　2007年）
- ロマンス（こまつ座、シス・カンパニー　2007年）
- 異人の唄 - アンティゴネ（新国立劇場　2007年）
- IZO（劇団☆新感線　2008年）
- 道元の冒険（Bunkamura 　2008年）
- ワーニャ伯父さん（華のん企画　2009年）
- ヘンリー六世 第一部（新国立劇場　2009年）
- ヘンリー六世 第二部（新国立劇場　2009年）
- ヘンリー六世 第三部（新国立劇場　2009年）
- 夢の裂け目（新国立劇場 小劇場　2010年）
- イリアス（ル・テアトル銀座　2010年）
- やけたトタン屋根の上の猫（新国立劇場 小劇場、2010年）
- 日の浦姫物語（こまつ座、ホリプロ　シアターコクーン　2012年）
- 渦が森団地の眠れない子たち（新国立劇場 2019年）
- 蜘蛛女のキス（東京芸術劇場プレイハウス、梅田芸術劇場シアター・ドラマシティ　2021年）
- リア王の悲劇（KAAT神奈川芸術劇場、2024年） - 主演・リア王[4]
- 天保十二年のシェイクスピア（日生劇場ほか、2024年・2025年）[5]

ほか

### テレビドラマ
- 長七郎江戸日記 第1シリーズ 第114話「なまくら新兵衛」（1986年、日本テレビ系 / ユニオン映画）- 山倉新兵衛 役
- 銭形平次（1987年、日本テレビ系 / ユニオン映画）- 八五郎 役
- あぶない刑事 第41話「仰天」（1987年、日本テレビ系） - 前島正樹 役
- 暴れん坊将軍III 第33話「消えた目安箱」（1988年、テレビ朝日系） - 蜂郎次 役
- 鬼平犯科帳 第1シリーズ 第2話「本所・櫻屋敷」（1989年、フジテレビ系） - 丑五郎 役
- 男と女のミステリー「偽証 -さらわれた女-」（1989年、フジテレビ系）
- 塀の中の懲りない面々4（1989年、TBS系）
- 奇兵隊 (テレビドラマ)（1989年） - 大和弥八郎 役
- 八百八町夢日記（日本テレビ系）
  - 第1シリーズ 第12話「最後の賭け」（1990年）
  - 第2シリーズ 第19話「奇妙な娘」（1992年） - 幸吉 役
- 樅ノ木は残った（1990年） - 村山喜兵衛 役
- 六つの離婚サスペンス「試すなかれ」（1992年、関西テレビ）
- うたう!大龍宮城（1992年、フジテレビ系）- 浦島ヒロシ 役
- NHKスペシャル（NHK総合）
  - 新藤兼人が読む・正岡子規の病牀六尺（1994年） - 正岡子規 役
  - 未解決事件「ロッキード事件」（2016年） - 布施健 役
- NHK連続テレビ小説
  - 春よ、来い（1994年）
  - 虎に翼（2024年6月3日 - 9月） - 神保衛彦役[6]
- プリズンホテル2（1995年、TBS系）
- 火曜サスペンス劇場（日本テレビ系）[1]
  - 松本清張スペシャル・微笑の儀式（1995年3月7日） - 沢村
  - 弁護士・朝日岳之助7（1996年） - 永橋公介 役
  - 女検事・霞夕子9（1996年） - 早瀬刑事 役
  - 追跡3（1998年） - 堀内幸彦 役
- ナニワ金融道 パート1（1996年、フジテレビ系） - カスリ金融社長
- はみだし刑事情熱系（1997年、テレビ朝日系） - 坂本刑事 役
- 恋はあせらず（1998年、フジテレビ系） - 喜屋武清二 役
- 月曜ドラマスペシャル 「家庭欄記者・鍋嶋六郎1」（1999年） - 西口洋二 役
- 3年B組金八先生（TBS系）[1]
  - 第5シリーズ（1999 - 2000年） - 桜田勝男（友子の父） 役
  - 第6シリーズ（2001 - 2002年） - 千田喜朗（校長） 役
  - 第7シリーズ（2004 - 2005年） - 千田喜朗（校長） 役
- オヤジぃ。（2000年、TBS系）
- 恋を何年休んでますか（2001年、TBS系）
- 茂七の事件簿 新ふしぎ草紙 第二シリーズ（2002年、NHK総合） - 新野玄庵 役
- こちら本池上署（2003年） - 中井武敏 役
- 海猿（2005年、フジテレビ系） - 内村匡 役
- 世にも奇妙な物語 06'秋の特別編 「鏡子さん」（2006年10月2日、フジテレビ） - 武藤浩二 役
- 相棒 Season5 第8話「赤いリボンと刑事」（2006年、テレビ朝日） - 高岡義一 役
- 遠山の金さん 第1話「江戸に舞う桜吹雪!!疫病神に愛された女」（2007年、テレビ朝日系） - 文吉 役 その他
- NHKハイビジョン特集「日本のいちばん長い夏」（2010年7月31日、NHK-BShi）
- 水曜ミステリー9（テレビ東京系）
  - 旅行作家・茶屋次郎9 笛吹川連続殺人事件（2011年11月30日） - 小林裕作 役
- 土曜ワイド劇場（テレビ朝日系）
  - おかしな刑事8（2011年12月10日） - 大下栄蔵 役
- 日中国交正常化40周年特別番組 強行帰国〜忘れ去られた花嫁たち〜（2012年10月1日、TBS系）
- 月曜ゴールデン（TBS系）
  - 税務調査官・窓際太郎の事件簿25（2013年7月15日） - 松元邦夫 役
- モザイクジャパン（2014年、WOWOW） - 常末量平 役
- 天皇の料理番（2015年、TBS） - 宮前達之助 役
- 女性作家ミステリーズ 美しき三つの嘘 第1話「ムーンストーン」（2016年1月4日、フジテレビ系） - 伯
- 水族館ガール（2016年、NHK総合） - コウさん（嶋孝三郎） 役
- 小さな巨人（2017年4月16日 - 6月18日、TBS） - 香坂敦史 役
- anone（2018年、日本テレビ） - 林田京介 役
- アンナチュラル 第8話（2018年、TBS） - 町田雅次 役
- ハゲタカ4.5 スパイラル（2019年、テレビ東京） - 曾根正明 役
- グランメゾン東京 最終話（2019年12月29日、TBS） - 潮卓 役
- 半沢直樹 2020年版 第4話 - 最終話（2020年8月9日 - 9月27日、TBS） - 神谷巌夫 役[1]
- 当確師（2020年12月27日、テレビ朝日） - 大國克人 役
- 天国と地獄〜サイコな2人〜 第7話・最終話（2021年2月28日・3月21日、TBS） - 日高満 役
- ネメシス 第2話（2021年4月18日、日本テレビ） - 要宏三郎 役
- ドラゴン桜 第2シリーズ（2021年4月25日 - 6月27日、TBS） - 龍野恭二郎 役[1][7]
- 大河ドラマ 青天を衝け（2021年9月12日 - 12月、NHK） - 大久保一翁 役[8]
- いりびと-異邦人-（2021年11月28日 - 12月26日、WOWOW） - 立野政志 役
- 京都人の密かな愉しみ Blue 修業中（NHK BSプレミアム）
  - 京都人の密かな愉しみ Blue 修業中 門出の桜（2022年5月28日） - 美食家 役[9]
- 嫌われ監察官 音無一六 season1 第6話・最終話（2022年6月10日・17日、テレビ東京） - 正岡篤志 役
- 絶メシロード season2 第1話（2022年8月27日、テレビ東京） - 「真珠の庭」店主（滝口幸雄） 役
- 激突!合戦将棋「賤ヶ岳の戦い」（2023年4月20日、NHK大津 / 6月15日、NHK総合（関西地区） / 8月3日、NHK総合（全国）） - 柴田勝家 役
- 連続ドラマW（WOWOW）
  - 0.5の男（2023年5月28日 - 6月25日） - 立花修 役[10]
  - ゴールデンカムイ -北海道刺青囚人争奪編- 第2話・第4話・第6話 - 最終話（2024年10月13日・27日・11月10日 - 12月1日） - 永倉新八 役[11][12]
- テイオーの長い休日（2023年6月3日 - 7月29日 、東海テレビ・フジテレビ） - 城戸太一 役[1][13]

### 映画
- 社葬（1989年） - 野田辰夫（広報室長） 役
- 午後の遺言状（1994年）
- CAB（1996年）
- Looking For（1998年）
- タイムレスメロディ（2000年）
- 三文役者（2000年）
- ふくろう（2004年）
- 自由戀愛（2005年）
- UDON（2006年）
- 舞妓Haaaan!!!（2007年）
- 石内尋常高等小学校 花は散れども（2008年）
- 曲がれ!スプーン（2009年）
- 小野寺の弟・小野寺の姉（2014年10月25日）
- 駆込み女と駆出し男（2015年5月16日） - 利平 役
- おかあさんの木 （2015年6月6日） - 田村徳兵衛 役
- 日本のいちばん長い日（2015年） - 田中静壱 役
- モヒカン故郷に帰る（2016年） - 竹原和夫 役
- 家族はつらいよ（2016年） - 高村 役
- 妻よ薔薇のように 家族はつらいよIII（2018年） - 高村  役
- 劇場版 おっさんずラブ 〜LOVE or DEAD〜（2019年） - うどん屋「ゆで五郎」店主 役
- 罪の声（2020年10月30日） - 藤崎勝 役
- ミステリと言う勿れ（2023年9月15日） - 宮島焼の窯元 役
- ゴールデンカムイ（2024年1月19日） - 永倉新八 役[14]
- 室井慎次 敗れざる者（2024年10月11日）[15]
- 室井慎次 生き続ける者（2024年11月15日）[16]
- 劇場版 トリリオンゲーム（2025年2月14日）[17]

### CM
- P&G 「ボールド ジェルボール 4D」（2022年2月1日 - ）[18][19]

## 受賞歴
- 第10回読売演劇大賞最優秀男優賞
- 第57回文化庁芸術祭優秀賞
- 第42回紀伊國屋演劇賞個人賞
- 第32回読売演劇大賞 大賞 および 最優秀男優賞[20]